# Valle de la Serena
Valle de la Serena è un comune spagnolo di 1 522 abitanti situato nella comunità autonoma dell'Estremadura.